# Ловушка (фильм, 2016)
«Ловушка» (англ. A Kind of Murder) — американский драматический триллер режиссёра Энди Годдарда.

## Сюжет
Уолтер Стэкхаус — архитектор днём, писатель ночью, несчастливо женат на Кларе. Прочитав в газете о смерти некой женщины, в убийстве которой подозревается её муж, он сам начинает задумываться о подобном.

## В ролях
- Патрик Уилсон — Уолтер Стэкхаус
- Хейли Беннетт — Элли
- Джессика Бил — Клара Стэкхаус
- Винсент Картайзер — детектив Лоуренс Корби
- Эдди Марсан — Киммел
- Корри Дэниэли — Бэтти Айретон
- Крис Хилл — буфетчик
- Радек Лорд — Тони Рикко
- Дженнифер Энскат — миссис Филпотт
- Лукас Бентли — детектив Джексон
- Мишель Пул
- Энджел Кернс
- Джон Осбек — Джон Каар
- Пегги Уорнер — посетитель кафе
- Кристин А. Дай — Клавдия

## Съёмки
Почти весь съёмочный процесс проходил в городе Нью-Ричмонд, штат Огайо.

## Факты
- Фильм основан на романе Патриции Хайсмит, чьи книги многократно экранизировались, в том числе «Талантливый мистер Рипли» и «Кэрол».
- Это вторая совместная работа Патрика Уилсона и Джессики Бил (первой был фильм «Команда-А»)[2].